# Hasan Salihamidžić
Hasan Salihamidžić (* 1. ledna 1977, Jablanica, Jugoslávie) je bývalý bosenský fotbalista, jeden z nejlepších bosenských fotbalistů vůbec. Nejdéle působil v německém klubu Bayern Mnichov (v letech 1998–2007).